# Genetic World (Télépopmusik)
Genetic World è il primo album del trio francese di musica elettronica Télépopmusik, del 2001. L'album è stato ristampato nel 2002 dietro richiesta del produttore Heisenberg. Angela McCluskey è la vocalist special guest e ha collaborato a molte tracce dell'album. Canta Smile, Yesterday Was A Lie, il fortunato single Breathe, e Love Can Damage Your Health.
McCluskey e gli altri componenti di Télépopmusik si incontrarono a New York la prima volta, in occasione di un concerto della band The Wild Colonials (della quale lei fa parte) e divennero amici.

## Tracce
1. Breathe (featuring Angela McCluskey) – 4:39
2. Genetic World (featuring Soda-Pop) – 3:59
3. Love Can Damage your Health (featuring Angela McCluskey) – 5:32 *
4. Smile (featuring Angela McCluskey) – 3:58
5. Dance Me – 3:33
6. Da Hoola (Soda-Pop mix) – 4:12 *
7. Let's Go Again (features a sample of the documentary Einstein's Brain at the end of the track) – 3:01 *
8. Trishika (featuring Soda-Pop) – 5:56 *
9. Yesterday Was a Lie – 4:59 *
10. L'Incertitude D'Heisenberg – 5:50 *

Versione International
1. Breathe (featuring Angela McCluskey) – 4:39
2. Genetic World (featuring Soda-Pop) – 3:59
3. Love Can Damage your Health (featuring Angela McCluskey) – 5:32 *
4. Animal Man (featuring Juice Aleem) - 4:27 *
5. Free (featuring Juice Aleem) - 3:52
6. Let's Go Again (featuring Gonzales & Peaches) – 3:01 *
7. Dance Me – 3:33
8. Da Hoola (Soda-Pop mix) – 4:12 *
9. Smile (featuring Angela McCluskey) – 3:58
10. Trishika (featuring Soda-Pop) – 5:56 *
11. Yesterday Was a Lie – 4:59 *
12. δp.δq≥h⁄4π – 5:50 *

Bonus track
1. Breathe (extended mix) (featuring Angela McCluskey)

## Canzoni

### L'Incertitude D'Heisenberg
Nel novembre 2008, la IBM ha usato la track L'Incertitude D'Heisenberg in un video che parlava della storia dell'azienda.

### Breathe
Breathe è stata nominata per il Grammy Award nella categoria Miglior canzone dance nella 46 esima cerimonia di premiazione. È stata poi remixata nel 2003.